# Teague
Teague és una població dels Estats Units a l'estat de Texas. Segons el cens del 2000 tenia 4.557 habitants.

## Demografia
Segons el cens del 2000, Teague tenia 4.557 habitants, 1.275 habitatges, i 864 famílies. La densitat de població era de 511,5 habitants per km².
Dels 1.275 habitatges en un 32,5% hi vivien nens de menys de 18 anys, en un 49,6% hi vivien parelles casades, en un 14,6% dones solteres, i en un 32,2% no eren unitats familiars. En el 29,8% dels habitatges hi vivien persones soles el 17,3% de les quals corresponia a persones de 65 anys o més que vivien soles. El nombre mitjà de persones vivint en cada habitatge era de 2,51 i el nombre mitjà de persones que vivien en cada família era de 3,11.
Per edats la població es repartia de la següent manera: un 19,9% tenia menys de 18 anys, un 14,6% entre 18 i 24, un 36,9% entre 25 i 44, un 15,4% de 45 a 60 i un 13,2% 65 anys o més.
L'edat mediana era de 31 anys. Per cada 100 dones de 18 o més anys hi havia 185 homes.
La renda mediana per habitatge era de 29.485 $ i la renda mediana per família de 36.842 $. Els homes tenien una renda mediana de 24.884 $ mentre que les dones 18.821 $. La renda per capita de la població era de 14.326 $. Aproximadament el 10% de les famílies i el 16,3% de la població estaven per davall del llindar de pobresa.

## Poblacions més properes
El següent diagrama mostra les poblacions més properes.